# 何政军
何政军（1963年6月16日—），男，四川成都人，中国影视演员，上海人民艺术剧院一级演员。

## 影视作品
- 《亮剑》[3]
- 《国歌》
- 《大雪无痕》
- 《陷阱里的婚姻》
- 《紫荆勋章》
- 《国际刑警》
- 《现在开庭》
- 《WP行动》
- 《我的1919》
- 《血玲珑》
- 《黄埔军人》
- 《烈火红岩》[4]
- 《蓝色马蹄莲》
- 《拒绝末日》
- 《错爱》系列
- 《權力有限》
- 《青果巷》
- 《大女难嫁》
- 《坚如磐石》